# 石神井松の風文化公園
練馬区立石神井松の風文化公園（ねりまくりつしゃくじいまつのかぜぶんかこうえん）は、東京都練馬区石神井台にある多目的天然芝広場（運動場）、テニス／バスケットコート、展示室などを備えた区立のスポーツ公園である。都立石神井公園に隣接する。

## 概要
当地は戦前から70年以上、日本銀行石神井運動場であったが、練馬区への売却を経て、2014年に区立公園として開園した。ここは都立の石神井公園に隣接し、そこには国の天然記念物の貴重な沼沢植物群落があり、宅地開発による生態系への影響の懸念から公園として整備された。
運動場を主体としたスポーツ公園であるが、家族で弁当を食べられる緑の憩いスペース（花と木立ちの広場など。下節参照）があるほか、テーブルやベンチ（松林の広場など）が設置されている。
2020年以降は東京海上日動の旧体育館があった場所が同公園として拡張される。公園や広場の名称に「松」がつくが、特筆して松が多いわけではなく、他の様々な樹木も植えられている。管理棟内のシャワー室はテニスコート等の利用者に限らず、散策で立ち寄った場合なども無料で利用可能。夜7時を過ぎると閉鎖されてしまい、通行者は同公園を大きく迂回し、民家の横を通らなければならない。

## 歴史

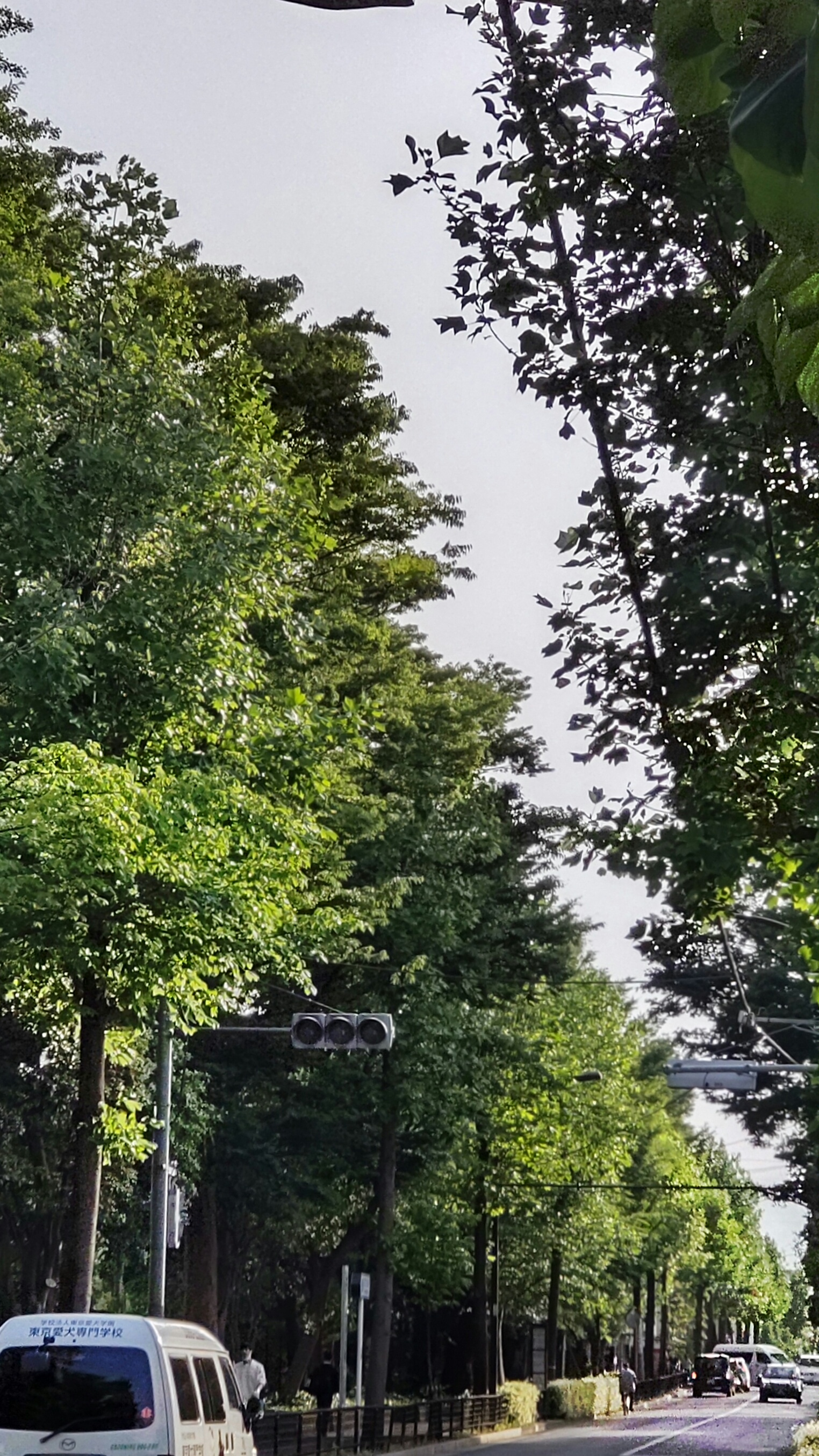
「石神井松の風文化公園」と富士街道沿いの並木道（練馬区）

公園の北側は富士街道に接しており、そこは銀杏などの並木道になっているが、かつては田柄用水が流れていた（田柄用水流路）。
- 1934年（昭和9年）- 日本銀行石神井運動場開設（野球場、テニスコートの他、クラブハウスや体育館、プールができていった）。
- 1975年（昭和50年）- 運動場内の野球場やテニスコートが区民にも開放される[3]。
- 2008年（平成20年）- 練馬区と日本銀行との間で当地の売買が成立する。
- 2014年（平成26年）4月 - 練馬区立石神井松の風文化公園として開園。
- 2020年（令和2年）- 東京海上日動石神井スポーツセンター（1960年代開設）の旧体育館などがあった場所で拡張工事着手。

## 主な施設

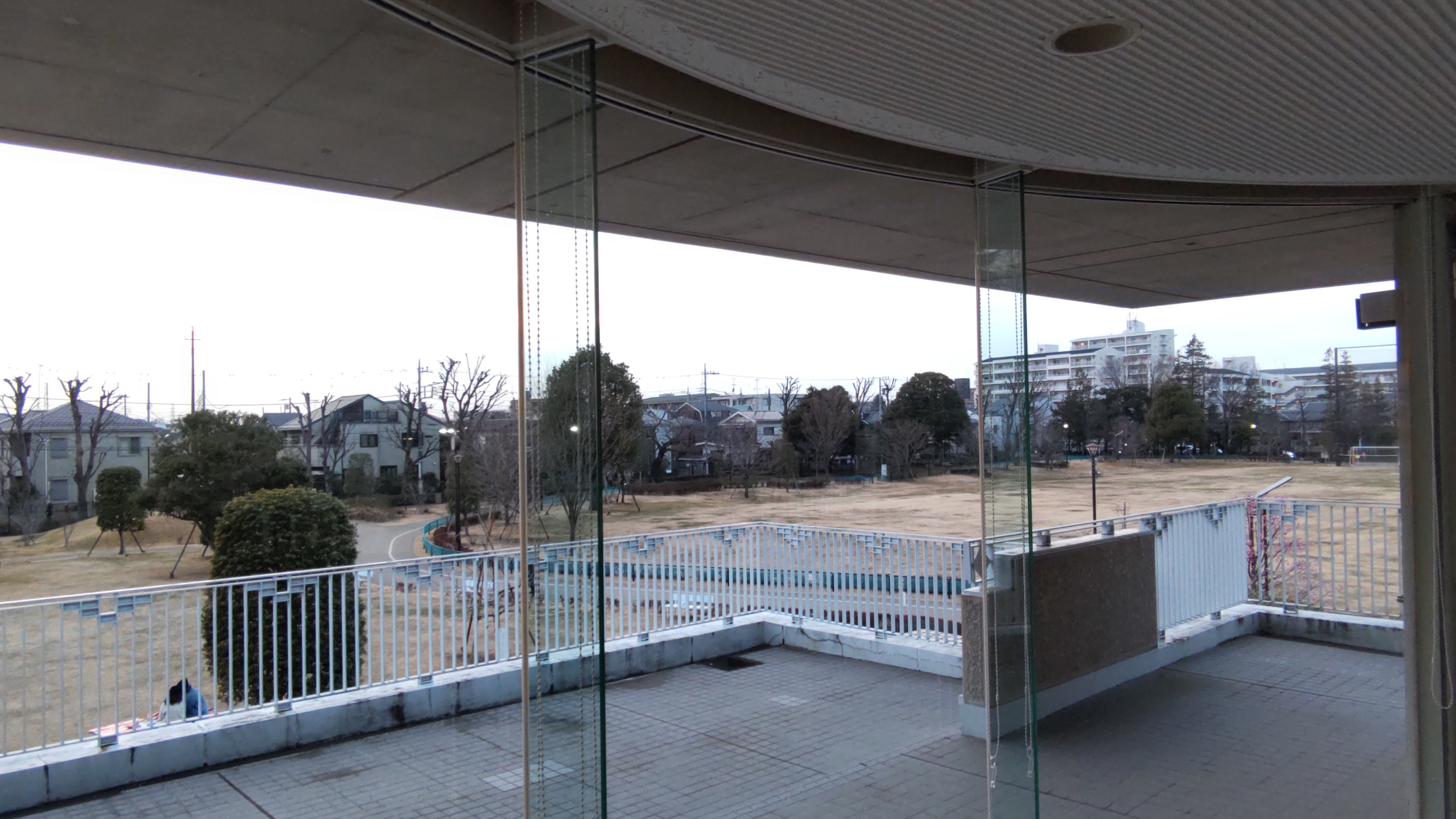
石神井松の風文化公園～管理棟、2F多目的室から多目的天然芝広場（運動場）と花と木立ちの広場を見渡す。2021年2月

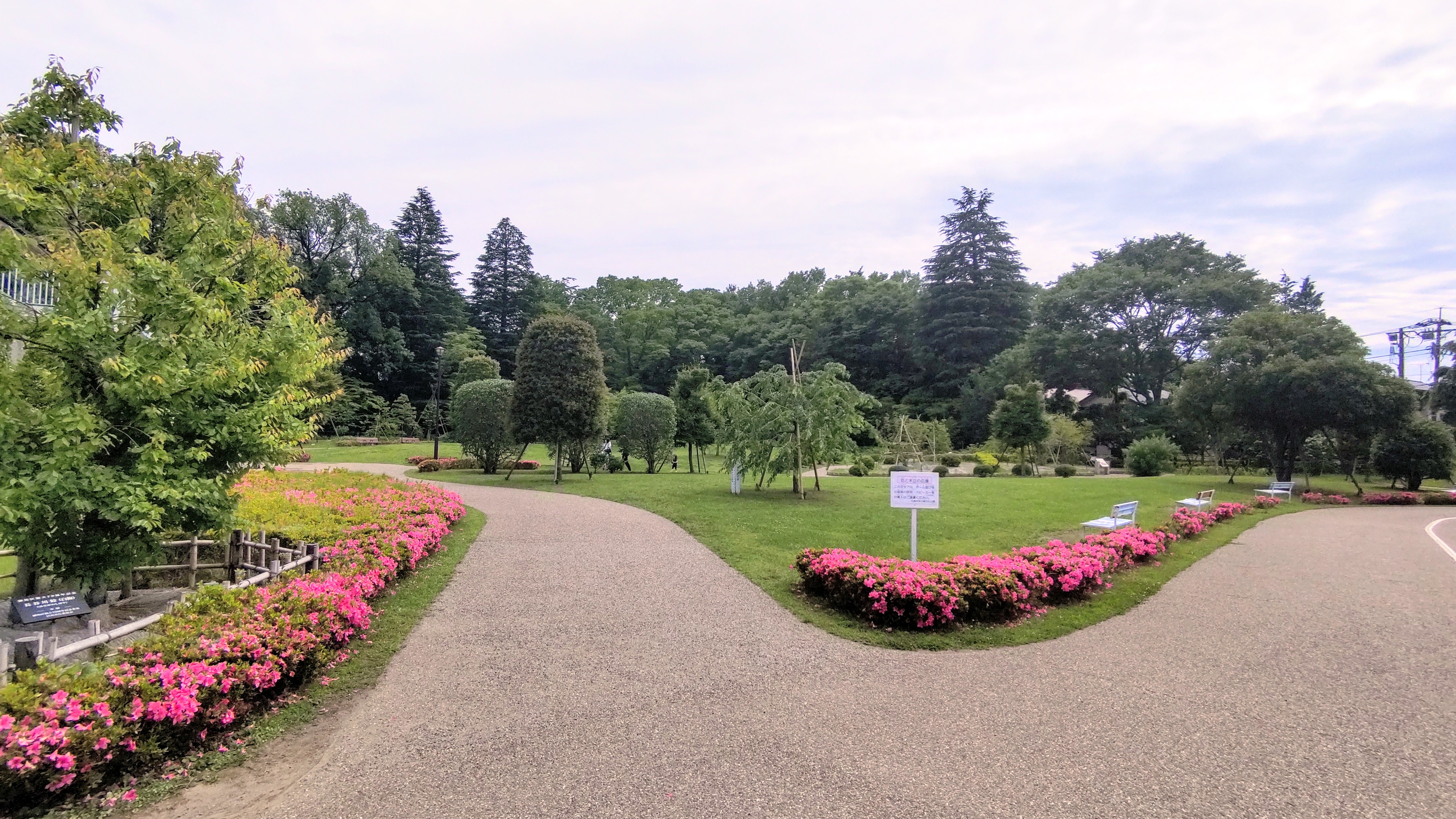
石神井松の風文化公園～花と木立の広場～（練馬）

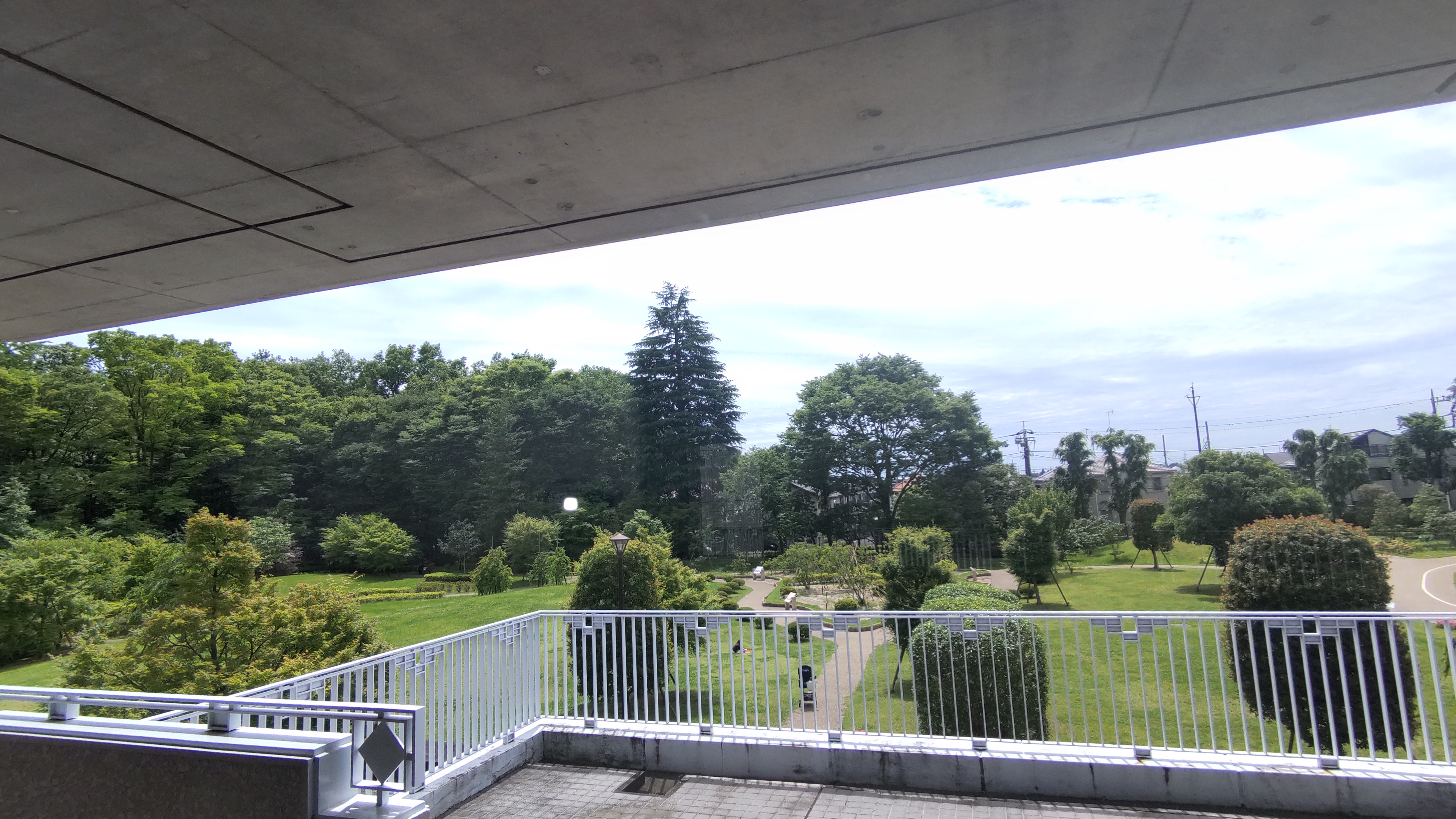
花と木立の広場

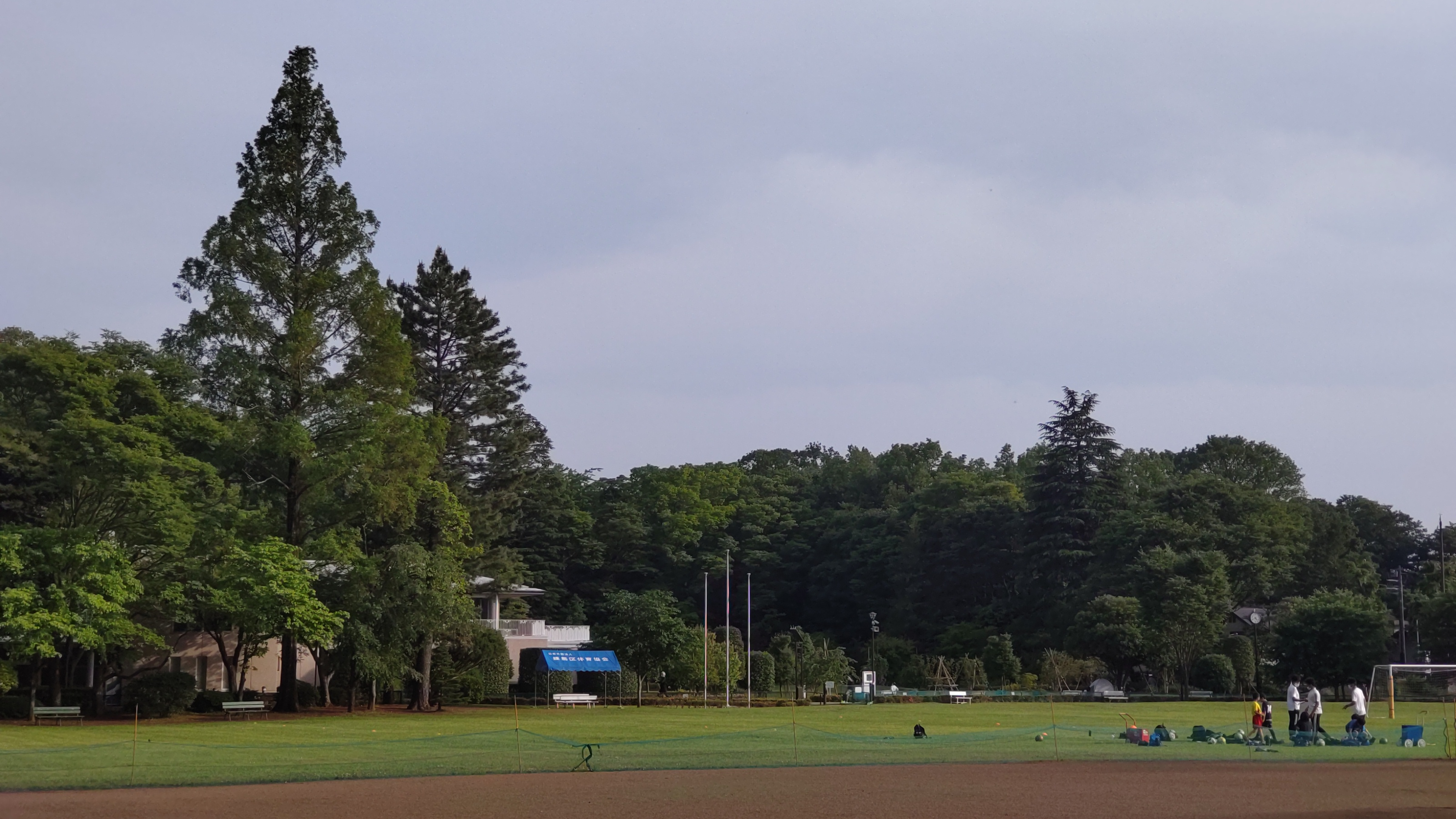
石神井松の風文化公園の多目的天然芝広場。後背の森が石神井公園。

- 多目的天然芝広場（月3回一般開放日、それ以外も団体利用がない時は開放）
  - 少年軟式野球（小学生以下）、ソフトボール（中学生以下）、少年サッカー（小学生以下）、グラウンドゴルフ、ゲートボールなどができる。
- テニスコート7面（有料。人工芝コート6面、ハードコート1面。ハードコートはテニス利用予約がない時はバスケットボール利用として一般開放）
- 松林の広場（ボール遊び可）
- 花と木立ちの広場（芝生の上で弁当などを食べられる）
- 友好のつつじ
- 石神井松の風文化公園管理棟（練馬区立石神井公園ふるさと文化館分室が設置されている）
  - 展示室（練馬区に縁のある文学・芸術・学問などの分野で功績をおさめた文化人の紹介や、作家・五味康祐が愛用したオーディオの展示などがある）。
  - 和室・多目的室（有料）
  - ラウンジ、トイレ、更衣・シャワー室（無料）。

## アクセス
- 西武鉄道西武池袋線石神井公園駅南口から徒歩15分
- 石神井公園駅北口などからバス「石神井郵便局」下車1分

## 利用時間など
隣接する都立石神井公園と違いフェンスが張り巡らされて閉鎖管理されており、夕方の閉園後は立ち入れない。
- 開園時間は午前8時から午後7時。テニスコート、多目的広場等の施設は午前9時から午後6時（季節により異なる。詳細は公式HP参照）。入園は無料、テニスコートは有料。
- 年末年始（12月29日から1月3日)は休園。

## 隣接施設
- 都立石神井公園
- 東京海上日動石神井スポーツセンター（1960年代中頃、東京海上石神井体育館などとして、区立石神井中学校の校庭だった場所に開設。2018年旧体育館に隣接してグラウンドだった場所に新体育館建設。その後旧体育館の場所は石神井松の風文化公園として拡張整備）
- 練馬区立石神井中学校
- 練馬区立石神井公園ふるさと文化館
- 練馬区立池淵史跡公園